# Bedeng Sikuran
Bedeng Sikuran is een bestuurslaag in het regentschap Kuantan Singingi van de provincie Riau, Indonesië. Bedeng Sikuran telt 969 inwoners (volkstelling 2010).